# Henry F. Hollis
Henry French Hollis, född 30 augusti 1869 i Concord, New Hampshire, död 7 juli 1949 i Paris, Frankrike, var en amerikansk demokratisk politiker. Han representerade delstaten New Hampshire i USA:s senat 1913-1919.
Hollis utexaminerades 1892 från Harvard University. Han studerade sedan juridik och inledde 1893 sin karriär som advokat i Concord. Han kandiderade 1900 utan framgång till USA:s representanthus. Demokraterna i New Hampshire nominerade honom i 1902 och 1904 års guvernörsval men han förlorade båda gångerna.
Hollis efterträdde 1913 Henry E. Burnham som senator för New Hampshire. Han efterträddes sex år senare av Styles Bridges.